# سلام نظامی (فیلم ۱۹۲۹)
سلام نظامی (انگلیسی: Salute) فیلمی در ژانر درام به کارگردانی جان فورد و دیوید باتلر است که در سال ۱۹۲۹ منتشر شد.

## بازیگران
- جورج اوبرایان
- هلن چندلر
- فرانک آلبرستون
- دیوید باتلر
- وارد باند
- لی تریسی
- جان وین
- جویس کامپتون
- ویلیام جنی
- رکس بل